# Rajchéřov
Rajchéřov (německy Reichers) je zaniklá vesnice na území obce Starého Města pod Landštejnem v okrese Jindřichův Hradec v Jihočeském kraji.

## Historie
První písemná zmínka o obci pochází z roku 1487. V letech 1938 až 1945 byl Rajchéřov důsledku uzavření Mnichovské dohody přičleněn k nacistickému Německu. V roce 1939 zde žilo 241 obyvatel ve 49 domech, většinou Němců.[zdroj?] Po druhé světové válce a odsunu německého obyvatelstva se ves nepodařilo dosídlit. O několik let později byla zlikvidována v souvislosti s budováním hraničního pásma po roce 1945. V devadesátých letech 20. století existoval projekt na vybudování obřího rekreačního střediska pro několik tisíc osob na území bývalé vsi, ale v souvislosti s ochranou přírody nebyl realizován.[zdroj?]

## Obyvatelstvo
|           | 1869 | 1880 | 1890 | 1900 | 1910 | 1921 | 1930 | 1950 |
| --------- | ---- | ---- | ---- | ---- | ---- | ---- | ---- | ---- |
| Obyvatelé | 280  | 300  | 277  | 297  | 275  | 250  | 220  | 30   |
| Domy      | 50   | 53   | 57   | 57   | 55   | 48   | 49   | 13   |

## Pamětihodnosti
- kaple Svatého Michala z roku 1714[4]
- Hadí vrch – přírodní rezervace s porosty jalovce
- Rybník Walden – přírodní památka s výskytem puchýřky útlé
- Rybník Kačer
- Romava, Staré Hutě – nedaleké zaniklé vesnice